# トーコー (派遣会社)
株式会社トーコーは大阪府枚方市に本社を置く、製造系アウトソーシングを中心とした総合人材サービス会社である。

## 会社の概要

### 本社
- 大阪府枚方市上島町12番20号　トーコービル

### 拠点
- 新潟県、埼玉県、神奈川県、岐阜県、三重県、滋賀県、大阪府、兵庫県

### 事業領域
- 人材派遣サービス
  - 製造系、物流系、事務系、販売・サービス系、その他
- 業務請負サービス
  - 製造系、物流系
- 人材紹介サービス
  - 製造系、物流系、事務系、販売・サービス系、その他

## 沿革
- 1980年　創業
- 1981年　東興サービス株式会社設立
- 1986年　一般労働者派遣事業認可を取得
- 1991年　東興サービス株式会社から株式会社トーコーに社名変更
- 2001年　有料職業紹介事業認可を取得

## 加入団体
- 社団法人　一般社団法人日本ＢＰＯ協会（JBPO)